# Гарсия, Хуан Карлос
Хуа́н Ка́рлос Гарси́я (исп. Juan Carlos García; 8 марта 1988, Тела, Атлантида — 8 января 2018, Тегусигальпа) — гондурасский футболист, защитник. Выступал в сборной Гондураса.
Начал профессиональную карьеру в «Марафоне».
12 июля 2010 года на правах свободного агента перешёл в «Олимпию».
Своей игрой за эту команду привлек внимание представителей тренерского штаба клуба «Олимпия», к составу которого присоединился в 2010 году. Сыграл за клуб из Тегусигальпы три сезона. Большинство времени, проведенного в составе «Олимпии», был основным игроком защиты команды.
26 июля 2013 подписал контракт на три года с «Уиган Атлетик».
16 февраля 2015 было объявлено, что Гарсия болен лейкемией. 9 января 2018 года скончался после трех лет борьбы с лейкемией.

## Выступление за сборную
Дебютировал за сборную Гондураса в июле 2009 на Золотом кубке КОНКАКАФ в матче против Гренада. По состоянию на май 2014 года сыграл 33 матчей, забив один гол — ударом через себя в матче против США. Играл в отборочном турнире к чемпионату мира и на Золотых кубках КОНКАКАФ 2009 и 2011.
Был включён в состав сборной на чемпионат мира 2014 в Бразилии.

### Гол за сборную
| Дата           | Место                                            | Соперник | Счет | Результат | Турнир                  |
| -------------- | ------------------------------------------------ | -------- | ---- | --------- | ----------------------- |
| 6 февраля 2013 | Олимпико Метрополитано, Сан-Педро-Сула, Гондурас | США      | 1:1  | 2:1       | Квалификация на ЧМ 2014 |